# NGC 4734
NGC 4734 је спирална галаксија у сазвежђу Девица која се налази на NGC листи објеката дубоког неба.
Деклинација објекта је + 4° 51' 31" а ректасцензија 12h 51m 12,8s. Привидна величина (магнитуда) објекта NGC 4734 износи 13,6 а фотографска магнитуда 14,3. NGC 4734 је још познат и под ознакама UGC 7998, MCG 1-33-19, CGCG 43-45, IRAS 12486+0507, PGC 43525.